# US Navy TACAMO-missie

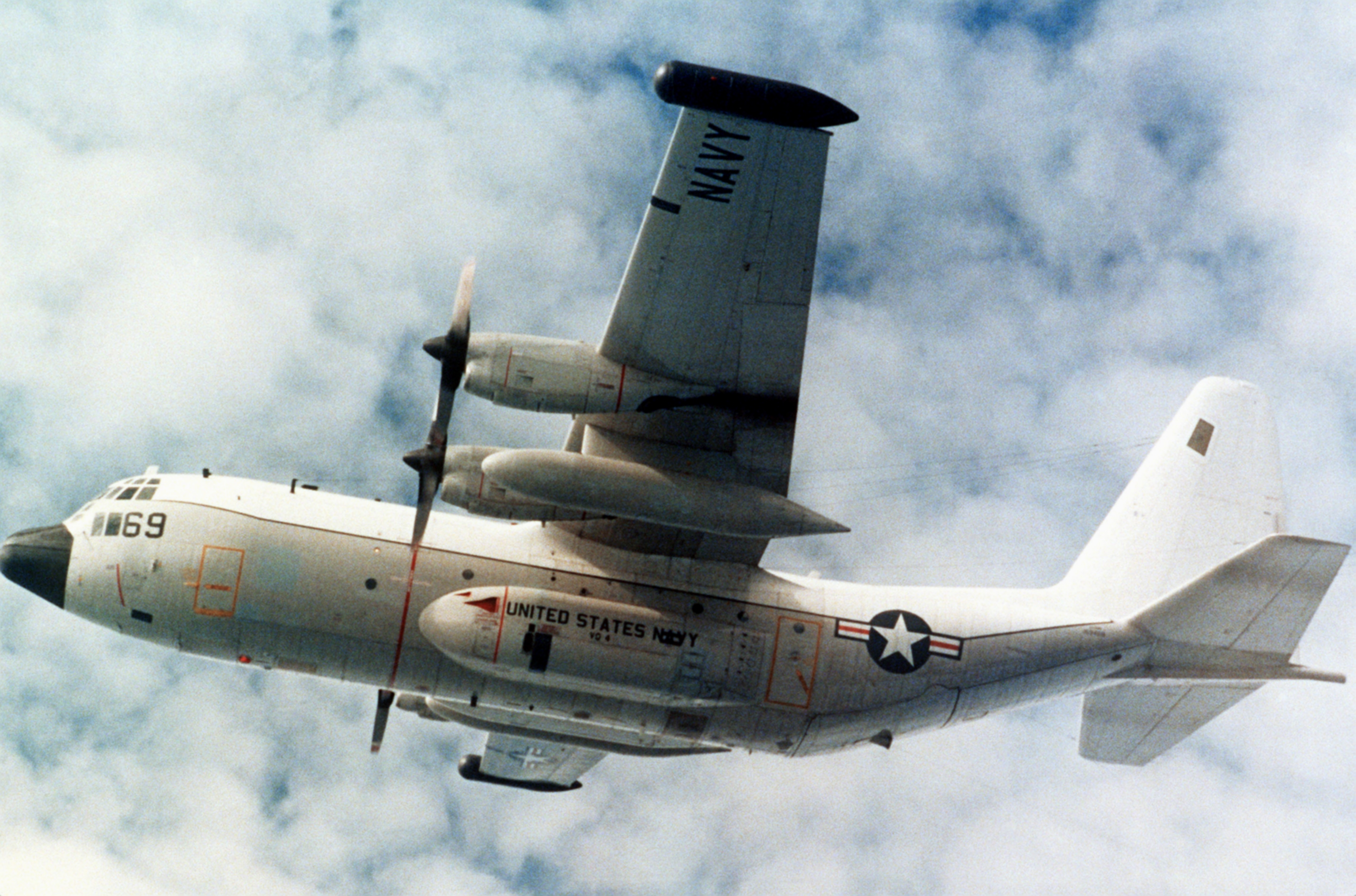
Een Lockheed C-130 TACAMO in 1984

De US Navy TACAMO-missie is een in juli 1962 door viceadmiraal Bernard Roeder van de United States Navy bedacht concept voor communicatie via een vliegtuig tussen de President van de Verenigde Staten en de vloot kernonderzeeërs. TACAMO is een acroniem voor "Take Charge And Move Out"; vrij vertaald betekent deze uitdrukking: Neem de leiding en regel alles. 
Luitenant-ter-zee Jerry Tuttle, die dit bevel moest uitvoeren, schreef hierop de afkorting TACAMO in zijn agenda. Er werd zeer voortvarend actie ondernomen, want binnen achttien maanden nadat bevel was gegeven om de geschiktheid te onderzoeken van een luchtmobiel verbindingssysteem werkend in de VLF-band werd het eerste operationele TACAMO-prototype afgeleverd.

## Geschiedenis
Het TACAMO-project was gebaseerd op het idee van een luchtmobiele verbindingsmogelijkheid tussen de Nationale Commanderende Autoriteit (de Amerikaanse president of zijn directe plaatsvervanger) en de ingezette onderzeeboten met hun ballistische raketten, die in tijd van crisis of oorlog onder alle mogelijke omstandigheden kon worden blijven gebruikt.
Het TACAMO-project werd als tijdelijk beschouwd tot er een voldoende beschermd onderkomen op het land beschikbaar zou zijn van waaruit de verbindingen met de nucleair bewapende onderzeebootvloot zouden worden onderhouden. Vanwege de accuratesse van de Sovjetraketten ten opzichte van vaste geografische doelen en vanwege het feit dat de overlevingskans van dit beschermd onderkomen tijdens een atoomaanval op 5% werd geschat, zou dit "tijdelijke project" echter een oplossing voor de lange termijn worden.
Het prototype werd een Lockheed C-130 Hercules met fabrieksnummer 149806. De "806" was zijn loopbaan eerst als tankvliegtuig begonnen, totdat hij in 1963 uitgekozen werd voor de ombouw tot TACAMO-vliegtuig. De tankapparatuur werd uit het airframe verwijderd en vervangen door nieuwe apparatuur waarmee het toestel als verbindingsstation zou dienen ter verbetering van de gereedheidstelling en alarmeringsstatus van de nucleair bewapende onderzeebootvloot. Na het afwerken van het volledige testprogramma besloot men dat het niet economisch was om het toestel weer tot tankvliegtuig om te bouwen en liet men het zo.

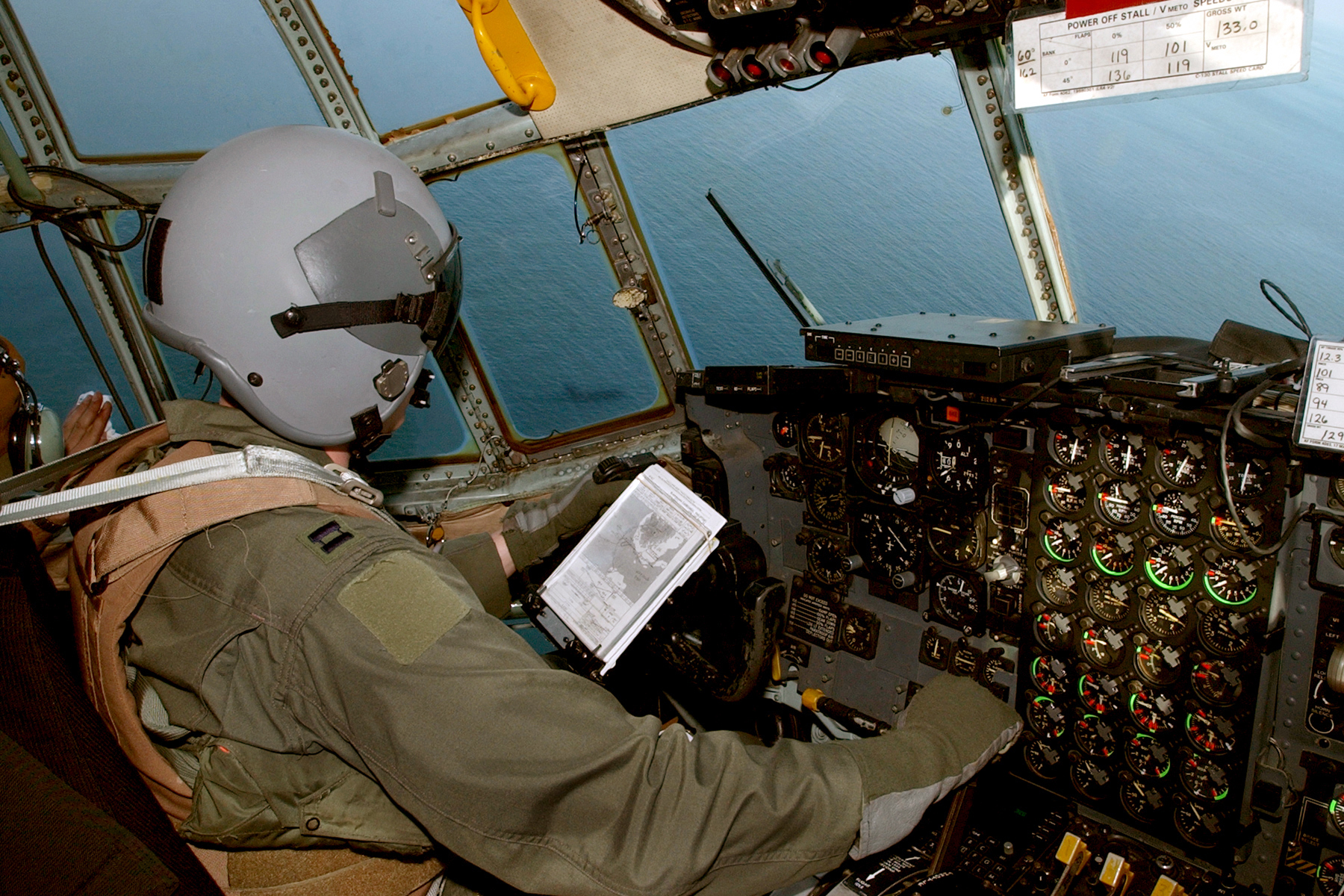
Cockpit EC-130G

In 1964 werden vier Lockheed EC-130G's afgeleverd. Twee toestellen waren bestemd voor de VR-21 TACAMO-eenheid, gelegerd op Naval Air Station (NAS) Barbers Point op Hawaï, en twee toestellen waren bestemd voor de VR-1 TACAMO-eenheid, gelegerd op NAS Patuxent River in Maryland. In dit stadium bestond de verbindingsapparatuur uit mobiele containers op aanhangers die binnen enkele uren waren geïnstalleerd.
In 1965 gebruikte de marine enige C-130G's ter ondersteuning van de Polaris-onderzeeboten en voor de uitwisseling van bemanningen. Deze toestellen bezaten net als de F-modellen een verbeterde structurele sterkte, zodat ze meer gewicht konden vervoeren. Alle modellen waren voorzien van drukcabines voor de bemanning en de lading, van de mogelijkheid voor single-point refueling en van een dopplernavigatiesysteem.
Een ander type, de EC-130Q, was in twee VQ-squadrons operationeel. Dit type bezat een permanent geïnstalleerd VLF-radiozendsysteem en werd niet alleen gebruikt ter ondersteuning van landverbindingsfaciliteiten maar trad ook onder het TACAMO-programma op als strategisch verbindingstoestel voor communicatie met nucleair bewapende onderzeeboten.
Op 1 januari 1966 werd de VR-21-eenheid overgeplaatst naar Agana op het eiland Guam. Het TACAMO-programma werd uitgebreid met de toevoeging van acht EC-130Q-toestellen waarbij de verbindingsapparatuur permanent in het toestel geplaatst was.
Na het aanpassen, testen en upgraden van de luchtmobiele VLF-communicatietechnieken werden de Fleet Air Reconnaissance Squadrons 3 en 4, respectievelijk VQ-3 Naval Air Facility (NAF) Agana, Guam en VQ-4 Patuxent River, op 1 juli 1968 operationeel.
Gedurende de volgende jaren ondergingen de TACAMO-vliegtuigen steeds meer modificaties, zoals een dubbele sleepdraadantenne uitgerust met een high-speed op- en afrolsysteem, een communicatieprocessorsysteem, extra brandstoftanks en antennepods voor satellietcommunicatie, en werden de toestellen bestendig gemaakt tegen de bij een atoomexplosie vrijkomende elektromagnetische puls.
VQ-3-squadron op Guam stond al snel bekend als het "Ironman-squadron" en kreeg de opdracht om minimaal één toestel continu in de lucht te hebben en te houden. In 1981 werd het squadron teruggeplaatst naar Barbers Point op Hawaï en al snel leverde het ook van daaruit vierentwintig uur per dag luchtmobiele dekking. Dit was essentieel voor het tegengaan van een door een Sovjet onderzeeboot uitgevoerde verrassingsaanval. Anders zouden de TACAMO-vliegtuigen die op de grond stonden worden uitgeschakeld en werd de verbinding tussen de Amerikaanse leiding en de nucleaire onderzeebootvloot verbroken.

## Verbeteringen
Al sinds de eerste opzet als een strategisch VLF-communicatieprogramma werden aan het TACAMO-programma continu verbeteringen aangebracht.
- Het TACAMO 1-systeem werd ontworpen en geïnstalleerd in een enkel gemodificeerd EC-130G-toestel.
- Het TACAMO 2-systeem bestond uit drie individuele containers die binnen vijf uur in een EC-130G-toestel werden aangesloten.
- Het TACAMO 3-systeem was permanent in de toestellen gemonteerd en bezat een meer dan vijf mijl lange, uitrolbare sleepantenne die vanuit het vliegtuig gevoed werd met 25 kilowatt aan vermogen.
- Het TACAMO 4-systeem maakte van de toestellen een luchtmobiele verbindingspost die met meer dan 200 kilowatt vermogen signalen verzond middels een dubbele sleepdraadantenne.

De elf verouderde Lockheed EC-130G's werden vanaf 1989 vervangen door de Boeing E-6 Mercury.
Na vijftien jaar in opslag te hebben gestaan, en na een grondige opknapbeurt bij Marshall Aerospace in Engeland, nam de Nederlandse Koninklijke Luchtmacht twee voormalige TACAMO-toestellen in dienst.